# Ikermiut
Ikermiut [iˈkɜmːiut] (nach alter Rechtschreibung Ikermiut) ist eine wüst gefallene grönländische Siedlung im Distrikt Upernavik in der Avannaata Kommunia.

## Lage
Ikermiut liegt im Süden einer kleinen gleichnamigen Insel. Sie befindet sich in der großen offenen Bucht Inussullip Imaa, die einen Teil der Baffin-Bucht bildet. Nordöstlich mündet der Fjord Illullip Tunua. Die nächstgelegenen Orte sind Kullorsuaq 28 km nördlich und Nuussuaq 25 km südlich.

## Geschichte
Ikermiut wurde etwa 1906 gegründet und war zum damaligen Zeitpunkt zusammen mit dem nahgelegenen Illulik der nördlichste bewohnte Ort Nordgrönlands, also der Westküste. Ab 1911 gehörte Ikermiut zur Gemeinde Tasiusaq. 1918 lebten dort 13 Personen, die in zwei Häusern wohnten. Die Männer zogen im Winter häufig wochenlang gen Norden, wo sie auf Eisbärenjagd gingen und hatten so sogar Kontakt mit den Inughuit, deren südlichster Wohnplatz am Kap Seddon 122 km entfernt lag. 1923 fiel der Wohnplatz an die ausgegliederte Gemeinde Nuussuaq. 1930 war die Einwohnerzahl auf 37 Personen gestiegen. 1942 lebten schon 55 Menschen in Ikermiut, aber danach ging die Einwohnerzahl stark zurück. 1950 wurde Ikermiut Teil der neuen Gemeinde Upernavik. Die Einwohnerzahl lag 1950 nur noch bei 26 Personen und 1954 verließen die letzten den Wohnplatz.